# Real quinta de Quitapesares
La real quinta (o posesión) de Quitapesares es una antigua finca de propiedad real, que se sitúa en la localidad homónima en el actual término municipal de Palazuelos de Eresma, en la provincia de Segovia.

## Historia
La finca inicia su vinculación con la monarquía en el reinado de Carlos IV al venir este monarca a cazar a la finca entonces propiedad de Frutos de Álvaro.
El 7 de septiembre de 1832 la finca es comprada por el rey Fernando VII a los herederos de don Frutos de Álvaro, por 14.000 duros. Este rey la regala a su esposa la reina María Cristina de Borbón. El 15 de marzo de 1833 se agregaron a la finca dos terrenos comprados por la reina para mejorar su forma. El principal motivo de la compra de la finca es servir de  sitio de recreo en las cercanías del Real Sitio de San Ildefonso, donde el matrimonio pasaba parte del verano. Durante sus estancias en el palacio de La Granja de San Ildefonso, los monarcas utilizaban la misma para pasear y recorrer la posesión, volviendo al palacio de La Granja por la noche. Muerto  Fernando VII, la ya conocida como reina gobernadora María Cristina continuó utilizando la finca para su recreo. La posesión viene siendo tradicionalmente recogida por la historiografía como el lugar elegido por la misma para declarar su amor a su futuro marido, y entonces sargento de su guardia de corps, Agustín Muñoz el 18 de diciembre de 1833, contrayendo matrimonio secreto en el palacio real de Madrid, 11 días después, el 28 de diciembre. A finales de ese mes de diciembre de 1833 la casa-palacio se incendió, siendo mandada reconstruir inmediatamente por María Cristina. La finca contaba como empleados por entonces un conserje, un portero y un guarda, aunque solamente residían de forma regular en la quinta, los dos últimos.
Antes de 1845, la reina María Cristina dona la propiedad a su hija segundogénita, la infanta Luisa Fernanda. En 1846, la infanta aportó la finca, junto a otros bienes, como dote en el momento de su matrimonio con el príncipe Antonio de Orleans, duque de Montpensier. En ese momento el valor de la finca fue tasado en 2.854.010 reales de vellón.
En 1855 la finca fue vendida al banquero don José Ojesto Puerto (1801-1871) y después vendida al marido de su hija Feliciana, Agustín Díaz Agüero, II conde de Malladas. A pesar de no ser ya de propiedad real, cazaron en ella Alfonso XII y María de las Mercedes. A principios del siglo XX la finca seguía siendo propiedad de los condes de Malladas, que la utilizaban sobre todo en verano. La finca continúa siendo visitada por las personas de la familia real durante sus estancias en el palacio real de La Granja; siendo en muchas ocasiones el destino de los paseos de los reyes Alfonso XIII y Victoria Eugenia.
Durante la Guerra Civil Española, sirvió de hospital de sangre para las tropas regulares de Marruecos. En 1942 es adquirido por la Diputación de Segovia con destino a sanatorio psiquiátrico.
El 25 de agosto de 1960 un incendió destruyó el pabellón de la Faisanera, que hasta entonces había sido destinado a pabellón de los enfermos denominados como agitados.
En la actualidad la casa principal y sus dependencias, aunque modificadas en relación con su forma original, están ocupadas por el Centro de Servicios Sociales "La Fuencisla", de la Diputación de Segovia. En la finca se encuentra enclavado un campo de golf conocido como La Faisanera. El pabellón de la Faisanera fue restaurado e intervenido con una estructura moderna de vidrio oscuro en el patio, como casa club del campo de golf.

## Descripción y conjunto histórico
La finca contaba con una superficie aproximada de 115,93 hectáreas. La finca estaba cercada por un muro de dos metros y medio de altura que tenía cuatro puertas, siendo tres de ellas de hierro y una de madera. La extensión del muro era de 3,74 kilómetros.
En la parte noroeste de la posesión se encontraba la casa palacio, con sus edificios ancilares y más al este se encontraba el pabellón de la Faisanera.
La casa principal se componía de una estructura de planta rectangular en eje este-oeste. La casa-palacio contaba con una fachada principal al sur de longitud igual a unas 96 varas, lo que supone unos ochenta metros. La fachada contaba con un cuerpo central de tres alturas, en forma de torre y dos cuerpos longitudinales al este y oeste, de dos alturas. El cuerpo central se componía de la puerta de entrada en el piso bajo y un balcón en el piso alto, así como otro balcón en otro segundo piso elevado. En los cuerpos longitudinales este y oeste, de dos alturas, se encontraban siete ventanas en el piso bajo e igual número de balcones en el piso alto. La fachada estaba rematada en sus ángulos por columnas decoradas con motivos vegetales de filiación imperio. Esta fachada coincide de forma general en sus medidas y estructura con la fachada sur del sanatorio psiquiátrico existente. La fachada contaba con una decoración de gusto netamente fernandino, consistente en guardapolvos en forma de volutas y otras formas clásicas, así como importantes rejas combinando formas geométricas y orgánicas. Esta decoración existió hasta, al menos, los años 60 del siglo XX y ha sido sustituida en la actualidad por un austero recerco alejado del gusto fernandino original.
En el interior destacaba la escalera principal de nogal. En las cercanías de este edificio se situaba una moderna cabreriza para alojar hasta 500 cabras, también en las cercanías existía otra construcción destinada al ganado vacuno, capaz de albergar hasta 90 reses. Frente a la casa principal se extendía una amplia avenida arbolada que llegaba hasta la entrada principal de la finca en el camino de Segovia a La Granja de San Ildefonso. En la actualidad aún puede observarse en la vista de satélite las dos hileras de árboles que atraviesan el actual campo de golf, en el lugar en el que se encontraba la avenida. (40°55′00″N 4°03′38″O / 40.9167222, -4.0604444)
Cerca de la casa principal se proyectó una capilla de estilo neogótico según diseño el arquitecto Miguel Gálvez, hijo del pintor Juan Gálvez, colaborador igualmente en la obra; cuyos muros no llegaron a elevarse más de un metro y medio. La capilla iba a estar decorada con distintos jaspes y piedras, de los que se llegaron a presentar muestras. Llegó a sacarse una gran cantidad de piedra para la misma, pero la muerte de Fernando VII malogró el proyecto. Así mismo se conservan diseños de parte de los ornamentos litúrgicos de la misma, obra del pintor de cámara Juan Gálvez.

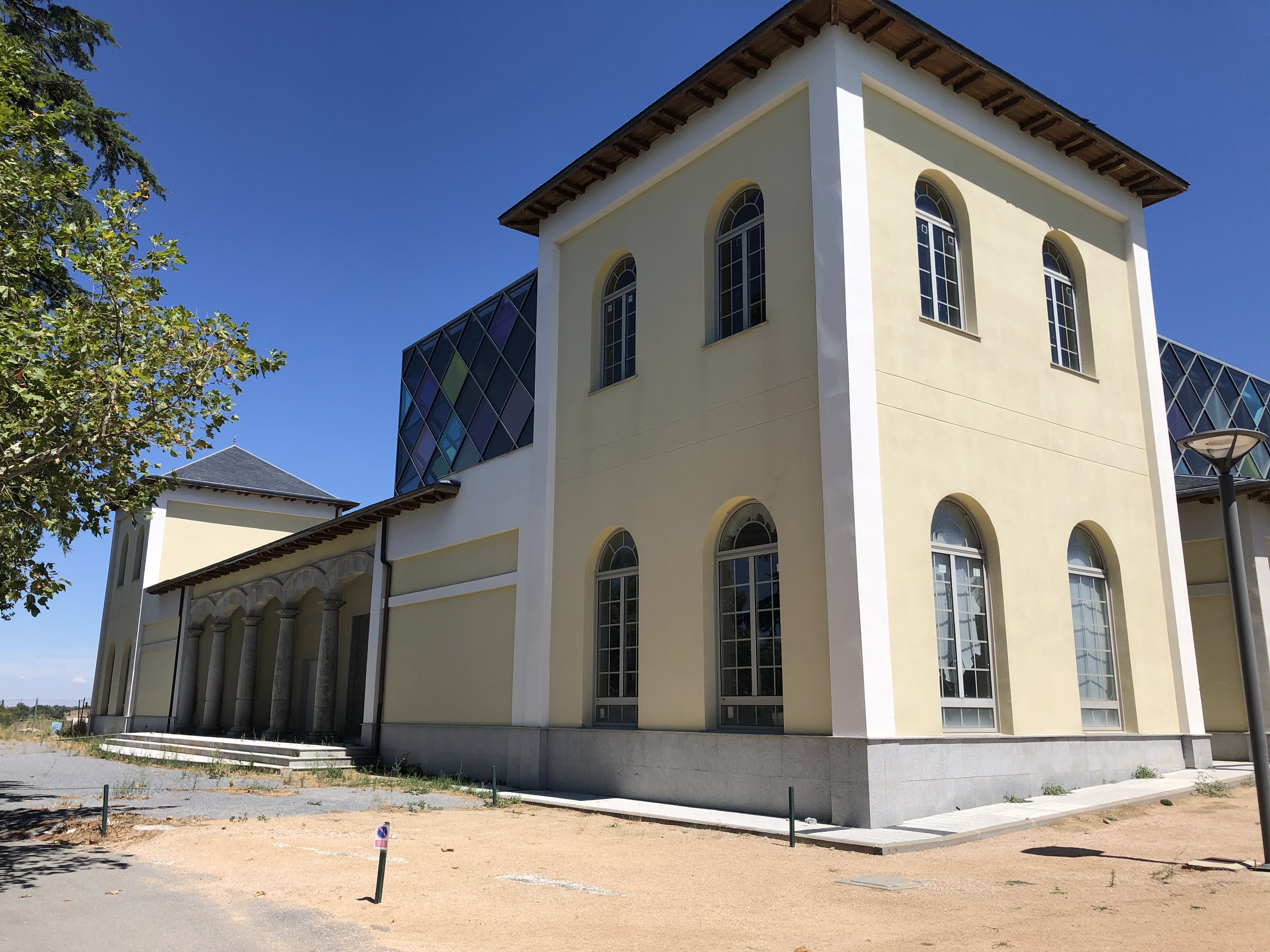
Vista actual del edificio de la Faisanera desde su ángulo sudoeste en que puede apreciarse la estructura original del edificio.

Al este de la casa-palacio se situaba la Faisanera, un amplio pabellón cuadrangular rematado por torres en sus ángulos, con un pórtico con arcos en uno de sus lados. Este edificio estaba destinado a albergar inicialmente animales exóticos como camellos y búfalos, aunque finalmente en el mismo se encerraron venados, que luego fueron trasladados a Riofrío. En las cercanías del pabellón existía una pajarera o jaula para pájaros.
La posesión contó también con un canal formado con agua proveniente del cercano río Eresma. El terreno cuenta con importantes ejemplares de olmos blancos (Ulmus laevis Pallas).

## Galería

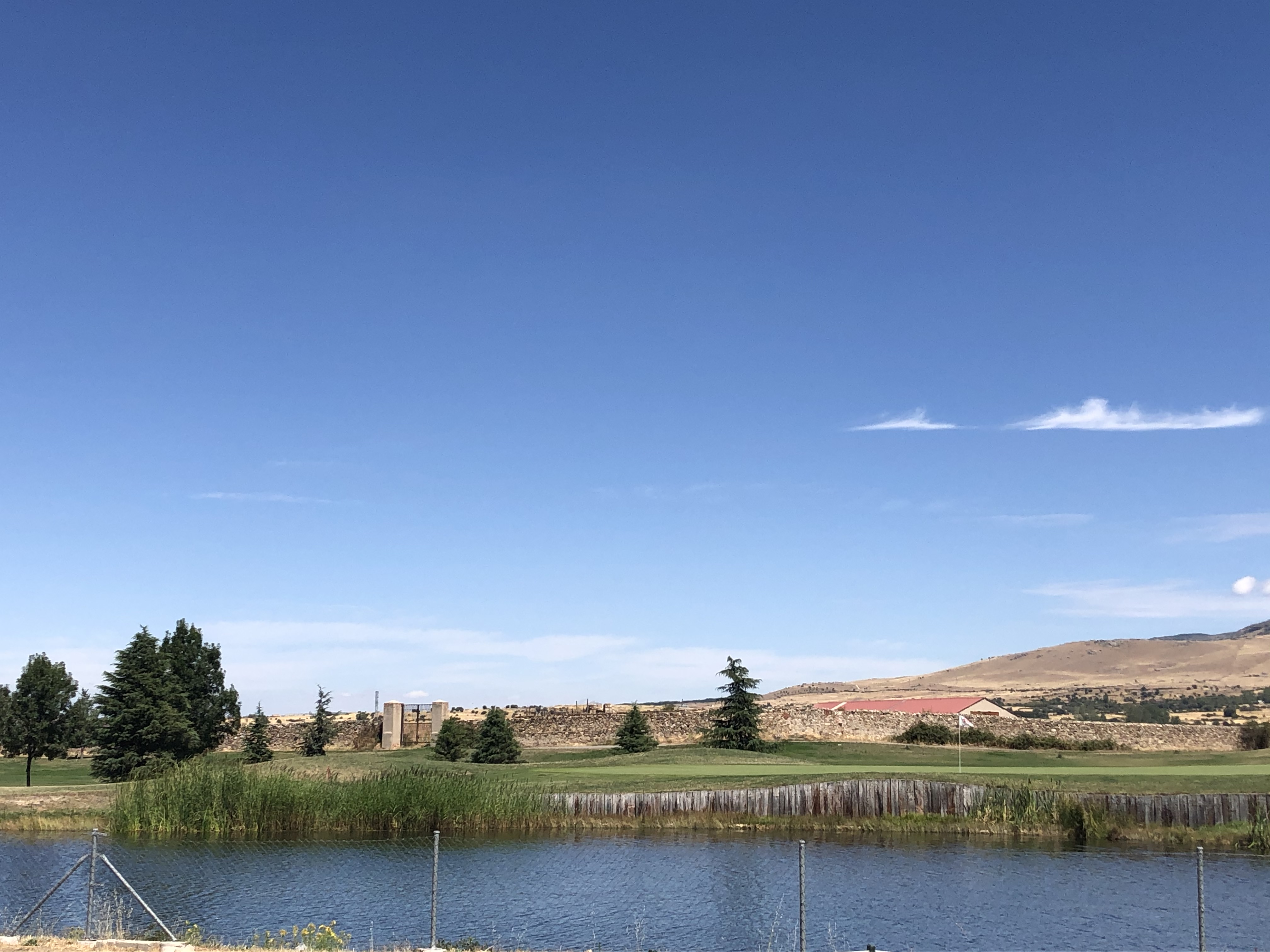
Vista de la parte norte del campo de golf
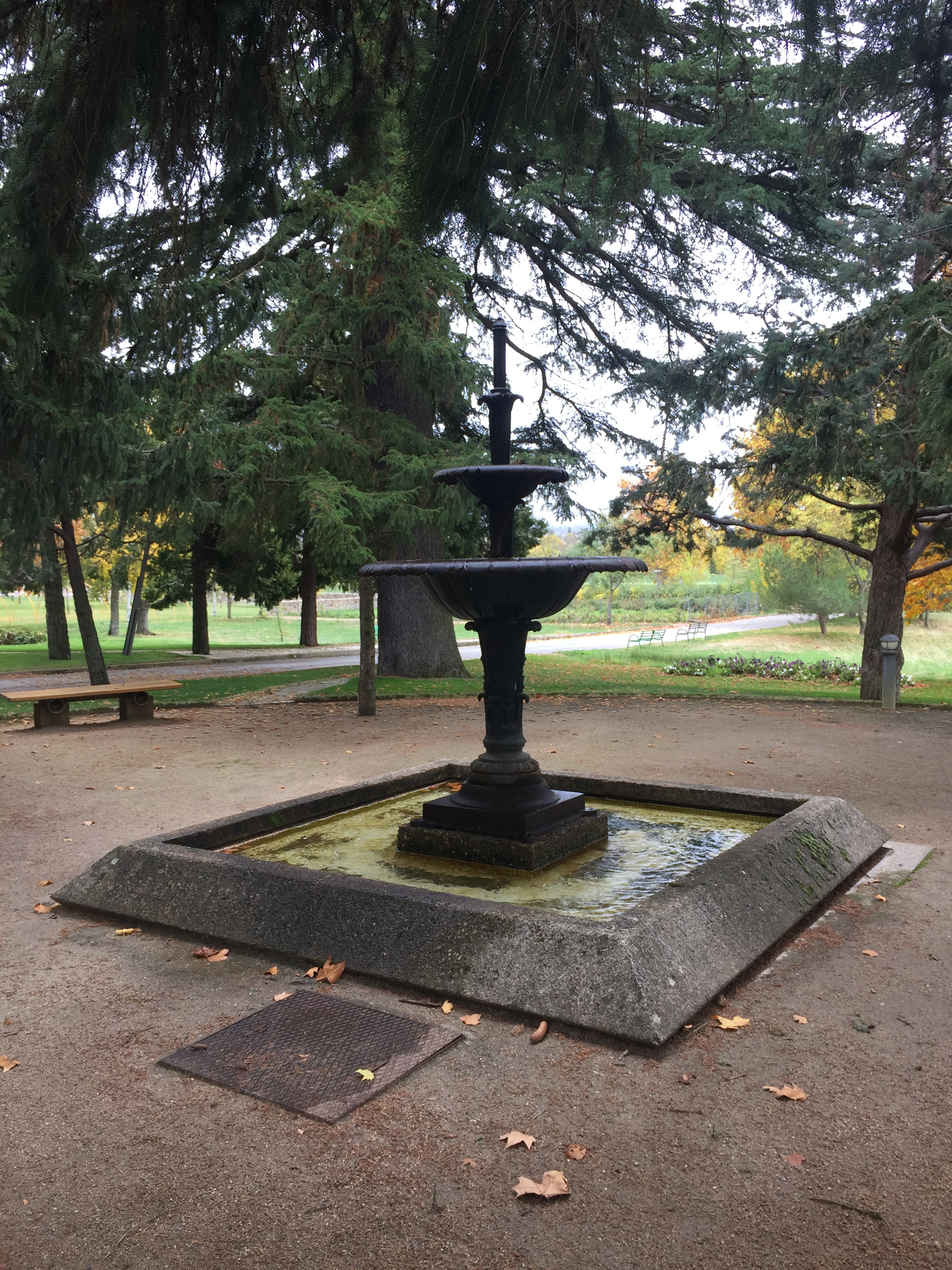
Vista de una de las fuentes gemelas frente a la fachada principal de la casa-palacio
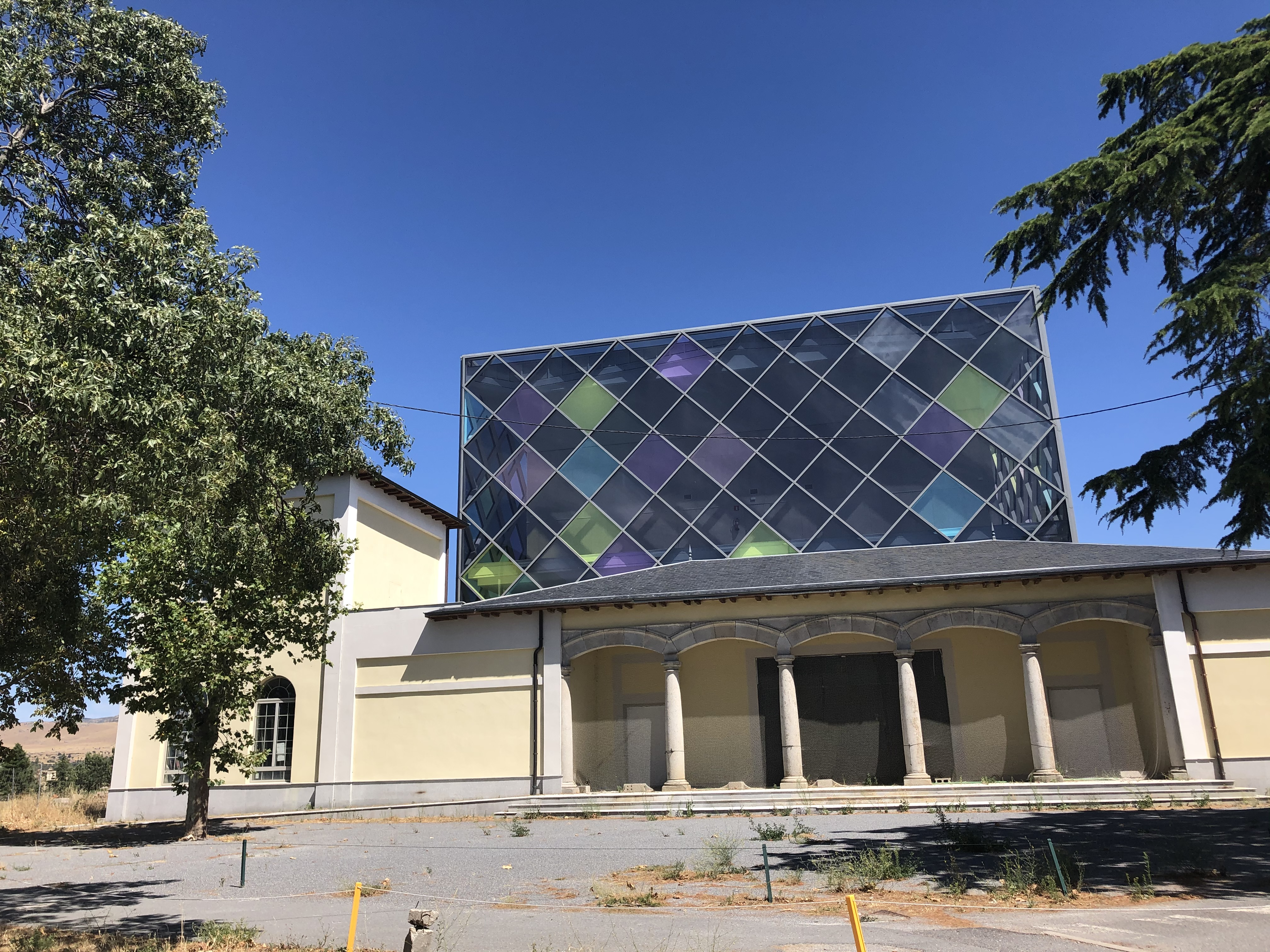
Vista de la fachada oeste del edificio de la Faisanera en que puede apreciarse el contraste entre la edificación original fernandina y la estructura moderna del patio.